# Camille Bélis
Camille Belis née le 23 octobre 2004, est une joueuse belge de hockey sur gazon. Elle évolue au Royal Orée THB et avec l'équipe nationale belge.

## Carrière
Elle a été appelée en 2022 pour concourir à la Ligue professionnelle 2021-2022 sans jouer le moindre match.